# Mesosignum kohleri
Mesosignum kohleri là một loài chân đều trong họ Mesosignidae. Loài này được Menzies miêu tả khoa học năm 1962.